# WOH G64
WOH G64 (2MASS J04551048-6820298 / MSX LMC 1182) es una estrella de gran tamaño y luminosidad situada en la Gran Nube de Magallanes.
Su velocidad radial de 294 km/s es la misma que la del gas en rotación en el disco de la vecina galaxia, lo que confirma su pertenencia a ella y descarta que se trate de una inusual gigante del halo.
WOH G64 es una hipergigante roja de tipo espectral M7.5.
Inicialmente, su enorme luminosidad —estimada en 500 000 soles— y su masa de 40 masas solares parecían incompatibles con su baja temperatura de 3200 K, sugerida por mediciones espectroscópicas.
Posteriores estudios demostraron que el polvo y el gas en torno a la estrella forman un espeso anillo toroidal alrededor de esta y no una envoltura esférica; ello permite reducir la estimación de su luminosidad en un factor 2, por lo que actualmente su luminosidad se cifra en 282 000 soles.
Asimismo, su masa inicial se estima ahora en 25 masas solares, valor más acorde con los modelos de evolución estelar, y su temperatura efectiva en 3400 ± 25 K.
Habiendo perdido entre el 10 y el 40 % de su masa, se encamina hacia su destino como supernova. Se piensa que ello puede suceder de aquí a 10 000 años.
Recientes estudios indican que el diámetro de WOH G64 es 1540 veces más grande que el del Sol, siendo la estrella más grande de su galaxia.
Las dimensiones de WOH G64 son tales que, situada en el centro del Sistema Solar, su superficie alcanzaría la órbita de Júpiter. El límite interior del anillo que la rodea se sitúa a 120 UA, mientras que el diámetro externo del anillo, 60 000 UA, equivale a casi un año luz.
WOH G64 es una conocida fuente de máser de OH, SiO y H2O, con dos componentes de máser distintos, lo que sugiere una importante pérdida de masa estelar así como dos distintas envolturas de polvo en expansión.
Asimismo, muestra un inusual espectro de emisión nebular; el gas caliente es rico en nitrógeno y posee una velocidad radial considerablemente más positiva que la de la estrella.